# Grays
Grays (hay Grays Thurrock) là thị trấn lớn nhất trong quận và nơi tập trung quán lý của Thurrock ở Essex và là một trong những giáo xứ truyền thống của Thurrock (Church of England). Thị trấn khoảng 20 dặm (32   km) về phía đông của London trên bờ phía bắc của sông Thames, và 2 dặm (3,2 km)  về phía đông của đường cao tốc M25. Nền kinh tế của nó được liên kết với các ngành công nghiệp và văn phòng của cảng London, bán lẻ và Lakeside, West Thurrock.

## Lịch sử
Samuel Pepys ghi lại trong nhật ký của mình rằng ông đã đến thăm Grays vào ngày 24 tháng 9 năm 1665 và dường như đã mua cá từ ngư dân địa phương. Các phần của Grays và Chafford Hundred nằm trong trong ba hố phấn Victoria; hai hố lớn nhất là Hẻm núi Sư tử và Hẻm núi Warren. Một khu vực khác của khu dân cư Chafford Hundred được xây dựng trên một bãi rác của Victoria.
Vào ngày 23 tháng 10 năm 2019, thi thể của 39 người đã được tìm thấy trong một chiếc xe tải tại Khu công nghiệp Waterglade ở Đại lộ phía Đông. Họ được cho là nạn nhân của nạn buôn người, hoặc người di cư bị buôn lậu vào Anh. Chiếc xe, được đăng ký tại Bulgaria, được cho là đã đến Vương quốc Anh thông qua Purfleet từ Zeebrugge. Một tài xế xe tải 25 tuổi đến từ Bắc Ireland đã bị cảnh sát Essex bắt giữ vì nghi ngờ giết người. Cảnh sát Essex cho biết một cuộc điều tra giết người được đưa ra sau đó. Đây là vụ điều tra giết người lớn nhất trong lịch sử cảnh sát Essex.